# Тролейбусен транспорт в България
Към април 2025 тролейбусен транспорт в България съществува в 10 града – Бургас, Варна, Враца, Пазарджик, Плевен, Русе, Сливен, София, Стара Загора и Хасково.
Спрени от експлотация, впоследствие с напълно демонтирана контактна окачена тролейбусна постояннотокова мрежа, има в градовете Казанлък, Велико Търново, Пловдив (не изцяло премахната), Габрово, Добрич и Перник.
Не изцяло завършени тролейбусни контактни окачени мрежи е имало в Благоевград, Видин, Димитровград, Горна Оряховица/Лясковец, Шумен и Ямбол.
Идеи за тролейбусни окачени мрежи е имало в Димитровград, Кюстендил, Кърджали, Ловеч, Смолян и други.
Единственият необластен град в България с тролейбусен транспорт е бил Казанлък.
В Плевен пътуванията в градския транспорт се осъществяват основно с тролейбуси (с изключение на 4 електробусни линии които се управляват от дружеството на Тролейбусен транспорт Плевен). Градът разполага с най-дългата система за електричесku обществен транспорт в страната, което го прави пример за устойчива градска мобилност. В транспортните схеми на всички останали градове (с изключение на София, където има трамваен транспорт и метро), тролейбусите имат второстепенна, затихваща роля след автобусите. Плевен не само е известен със своята история и културно наследство, но и с най-развитата тролейбусна мрежа в България.
| Град            | Открит/Недовършен                                                                                     | Брой линии | Закрит     | Сайт |
| --------------- | --- | ---------- | ---------- | --- |
| Бургас          | 25.09.1989                                                                                            | 2          |            | http://transport.burgasbus.info                                                                                |
| Благоевград     | Завършен на 90%.                                                                                      |            |            | |
| Варна           | 01.01.1986                                                                                            | 3          |            | www.gtvarna.com                                                                                                |
| Велико Търново  | 1991                                                                                                  | 2          | 01.04.2009 | |
| Видин           | Контактната мрежа е била изцяло завършена, закупени са били тролейбуси, но няма линия в експлоатация. |            |            | |
| Враца           | 1988                                                                                                  | 3          |            | http://gt-vratza.com/                                                                                          |
| Габрово         | 17.04.1987                                                                                            |            | 25.03.2013 | |
| Горна Оряховица | Монтирани стълбове и частична мрежа.                                                                  |            |            | |
| Димитровград    | Монтирани са стълбове по цялата дължина на тролейбусната линия.                                       |            |            | |
| Добрич          | 09.09.1987                                                                                            |            | 01.07.2014 | |
| Казанлък        | 01.05.1986                                                                                            | 3          | 1999       | |
| Пазарджик       | 01.06.1993                                                                                            | 6          |            | www.troleipz.com Архив на оригинала от 2020-07-17 в Wayback Machine.                                           |
| Перник          | 20.09.1987                                                                                            |            | 30.03.2015 | |
| Плевен          | 07.10.1985                                                                                            | 22         |            | Нов сайт: eltransportpleven.com Стар сайт:trolei.pleven.bg Архив на оригинала от 2020-07-18 в Wayback Machine. |
| Пловдив         | 06.01.1956                                                                                            |            | 01.10.2012 | |
| Русе            | 1988                                                                                                  | 9          |            | www.transport-ruse.com                                                                                         |
| Сливен          | 24.05.1986                                                                                            | 4          |            | www.pprevozi-sliven.com                                                                                        |
| София           | 14.02.1941                                                                                            | 10         |            | www.elektrotransportsf.com                                                                                     |
| Стара Загора    | 01.11.1987                                                                                            | 3          |            | www.tpsz.bg Архив на оригинала от 2020-07-19 в Wayback Machine.                                                |
| Хасково         | 1990                                                                                                  | 3          |            | trolei.haskovo.bg Архив на оригинала от 2020-07-19 в Wayback Machine.                                          |
| Шумен           | Завършен изцяло, закупени са тролейбуси, но линия не е пусната.                                       |            |            | |
| Ямбол           | На 90% завършен.                                                                                      |            |            | |

## Тролейбуси в Бургас
- Тролейбусната система на град Бургас заработва на 25 септември 1989 (25.09.1989). Първоначално линията е една, а тролейбусите са ЗиУ-682 най-вероятно от Атина (Гърция). Идеята за тролейбусен транспорт възниква още през 1985 г., но за изцяло коренна линия от Славейков до центъра. Проектът за същинското строене започва в началото на 1988 г. с дейности от бул. „Мария Луиза“ до терминала в Меден рудник.
- Малко известен факт е че през 1998, 1999 и 2000 години се експлоатира линия Т2. Нейният маршрут е: Терминал Меден рудник – по маршрута на сегашна Т2, до сегашното кръгово на Тодор Александров, след това по Тодор Александров до ул. „Спортна“. Следва отклонение по улицата и достига ул. „Индустриална“ и след това по маршрута до бул. „Мария Луиза“.
- Това всъщност е единственият закрит тролейбусен маршрут в Бургас. От този голям маршрут е останало само резервното трасе по ул. „Вая“.
- Т1 Терминал Меден рудник – ул. „Захари Стоянов“ – ул. „Чаталджа“ – ул. „Индустриална“ – бул. „Иван Вазов“ – ул. „Цар Петър“ – ул. „Сан Стефано“ – бул. „Мария Луиза“.
- Т2 – по същия маршрут, но по ул. „Георги Попаянов“ и ул. „Булаир“.
- През 2014 г. са доставени нови[1] Škoda Solaris 26Tr, които подменят целия парк.

На 25 юли 2011 г. е пуснато в експлоатация ново 6-километрово трасе, което се обслужва от новата тролейбусна линия Т2. Дължината на новата линия № Т2 от „Меден рудник“, през бул. „Демокрация“, с връщане по „Христо Ботев“ до „Меден рудник“ е общо 23 км.
• През 2017 г. двете тролейбусни линии биват спрени поради профилактичен преглед на контактната мрежа по трасето. По време на прегледите в Бургас е пуснат чисто нов Електрически автобус на марката „Соларис” за тестова експлоатация. След седмица тролейбусите се завръщат по линията.
• През декември 2019 г. поради ремонт на „ВиК” линия Т2 бива спряна от експлоатация по време на ремонта. След ремонта обаче линията не е пусната до 6 юни 2021 г.
• На 28 януари 2022 г. линия Т2 бива спряна поради ниския брой на потока от пътуващи.
• В края на август 2022 г. е спряна и линия Т1 от градската транспортна мрежа поради началото на ремонтните дейности по улиците „Идустриална” и „Чаталджа”.
- След спирането на линията се поставя временната пауза за тролейбусите в града, продължаваща близо 3 години, смятана от някои за края на тролейбусния транспорт в града.

• През декември 2024 г. са забелязвани тролейбуси на „Тест Драйв” в градския жк.„Меден Рудник”, както и многобройни ремонти върху контактната мрежа в града.
• На 30 януари 2025 г. в сайта на превозвача Бургасбус бива обявено, че от 3 февруари 2025 г. ще бъде възобновено тролейбусното движение по линия Т1 с ново разписание.
• В средата на февруари 2025 г. работници на компанията твърдят, че линия Т2 ще бъде възстановена през лятото на 2025 г. Същевременно се започват ремонти по мрежата на споменатата линия.
- Към днешна дата в града се движи само линия Т1 и възстановяването на линия Т2 е малковероятно понеже способни за транспортиране на пътници тролей са общо 6 на брой (според данни от служители на фирмата), като реставрирането им ще бъде възможно след получаването на резервни части. Дори в експлоатиращите се тролейбуси в града климатиците им не вършат почти никаква работа и понякога се случва в тролея да е по-топло в сравнение с външната температура.

## Тролейбуси във Варна
Тролейбусният транспорт във Варна е открит на 1 януари 1986 г. Първата тролейбусна линия е от спирка Нептун до ТИС Север. 
Първоначално са закупени 30 нови тролейбуса Škoda 14Tr, доставени на 2 партиди по 15. Докарани са и три тролейбуса Škoda 9Tr с учебна цел – два от Пловдив и един от София.
В периода 1988 – 89 са доставени общо 36 нови съчленени тролейбуса DAC Чавдар 317etr с контакторно управление.
През 1999 г. са закупени три тролейбуса Škoda 14Tr втора употреба от Храдец Кралове, Чехия, една от които рециклирана.
През 2003 г. са бракувани последните 4 DAC Чавдар 317etr. Закупени са 5 броя Škoda 15Tr от Усти над Лабе, Чехия, а през 2007 г. са доставени и още четири Škoda 15Tr, от които три са от Ческе Будейовице, Чехия и един от Прешов, Словакия.

През 2014 г. са доставени 30 нови тролейбуси тип Skoda Solaris 26Tr, които подменят целия тролейбусен парк, 
Действащи линии:
| Линия | Маршрут | |
| ----- | --- | --- |
| 82    | Владиславово (блок 407) – бул. 3-ти март – бул. Ян Хунияди – бул. Сливница – Централна поща – ЖП Гара                      | |
| 83*   | Владиславово (блок 407) – ул. Янко Мустаков – бул. Света Елена – ТИС Север – Централна автобаза – Централна поща – ЖП Гара | *От 13 януари 2025 г. линията е удължена до Владиславово, използвайки старото трасе на 81А по ул. Янко Мустаков |
| 86*   | Почивка – Явор – Централна поща – КЗ – Аспарухово (център)                                                                 | *Временно не се изпълнява *Възстановена от 1 октомври 2014 г. с променен маршрут                                |
| 88    | Владиславово (блок 407) – бул. 3-ти март – Централна автобаза – Централна поща – КЗ – Аспарухово (център)                  | |

Закрити/недействащи линии:
| Линия   | Маршрут | Бележки                                                                                      |
| ------- | --- | -------------------------------------------------------------------------------------------- |
| 81      | Спирка Нептун – Мебелна палата – кв. Владиславово | Първата тролейбусна линия във Варна, като в първите месеци трасето достига само до ТИС-Север |
| 81А/82А | Владиславово (блок 407) – ул. Янко Мустаков – бул. Света Елена – ТИС Север – Мебелна палата – кв. Младост – спирка Нептун (81А) – Централна поща – ЖП Гара (82А) | Само сутрин и вечер в делнични дни                                                           |
| 84      | Кораборем. Завод – Център – сп. Явор – квартал Почивка (или квартал Бриз)                                                                                        | Само сутрин и вечер в делнични дни                                                           |
| 85      | Кораборем. Завод – Център – бул. Сливница – бул. Република – завод Черно море                                                                                    | Само сутрин и вечер в делнични дни                                                           |
| 86/86А  | ЖП Гара – Център – спирка Явор – спирка Средношколска (86А) – Почивка                                                                                            | 86А след 20 часа                                                                             |
| 87      | кв. Владиславово (блок 407) – бул. 3-ти Март – бул. Янош Хуняди – бул. Сливница – бул. Република – завод Черно Море                                              | Само сутрин и вечер в делнични дни                                                           |

В началото линиите са номерирани Т1 (до ТИС-Север) и Т2 (до спирка „Kап. Петко“ в кв. Владиславово).
За да се избегне дублиране с номерата на автобусните линии, тролейбусните такива са двуцифрени с цифра 8 отпред.
Контактната мрежа посока завод „Черно море" от бул. Сливница по бул. Република, е напълно премахната.

## Тролейбуси във Велико Търново (закрит 2009)
От 1991 до 2009 г. в град Велико Търново съществуват 2 тролейбусни линии. Изграждането им започва през 1990 г., идеята е възникнала още през 1987 г. Линиите са обслужвани от руски тролейбуси ЗиУ-682 (общо 15 тролейбуса). Тролейбусната мрежа е изградена от военни войски под ръководството на Иван Неков.
- Линия № 1 Товарна жп гара – Южна Промишлена зона – кв. „Чолаковци“ – автогара „Запад“ – бул. „Никола Габровски“ – Център – 1-во Районно упр-е на МВР – Летен Театър
- Линия № 2 Товарна жп гара – Южна Промишлена зона – кв. „Чолаковци“ – автогара „Запад“ – бул. „Колю Фичето“ – бул. „България“ – Център – 1-во Районно управление на МВР– Летен Театър.
Част от тролейбусната мрежа е премахната през пролетта на 2009 г. заради строежа на пътен възел „Качица“. След строежа, тролейбусната мрежа не е възстановена.
В края на юли 2016 г. започва демонтаж на цялата мрежа.

## Тролейбуси във Враца
Тролейбусната мрежа във Враца е изградена през 1988 г. Преди използваните тролейбусите са били ЗиУ-682 + Четири Ikarus 280.92Т, които са бракувани.
От края на юни 2021 линиите се обслужват от 9 нови тролейбуса Белкоммунмаш, с които се обновява целия подвижен състав. Предвижда се рехабилитация на контактната мрежа.
Към днешна дата линиите са:
- Линия № 1 ЖК „Дъбника" бл. 26 – пл. Суми – Химко (бившата линия № 4)
- Линия № 1А ЖК „Дъбника" бл.26 – пл. Суми – кв. „Медковец“ (бившата линия № 4А)
- Линия № 2 ЖК „Дъбника" бл. 26 – пл. Суми – Химко (бившата линия № 17)

Закрити линии:
- Линия № 1 Студентски град – пл. Суми – кв. „Медковец" (през лятото е необслужвана) (само в работни дни)
- Линия № 41 Студентски град – ЖК „Дъбника" – пл. Суми – кв. „Медковец"

## Тролейбуси в Габрово (закрит 2013)
На 17 април 1987 г. е била пусната първата тролейбусна линия в Габрово с маршрут ул. Рекорд (на името на едноименна фабрика за мъжки обувки) – Шиваров мост (на името на опълченец Димитър Шиваров), наричан до 1878 г. Каменски мост, или Шипка). Впоследствие, през 1995 и 1996 г., тролейбусното трасе достига кв. Русевци.
Движението е преустановено на 25 март 2013 г., а електрическия ток в мрежата е спрян поради мащабни ремонти на системата за отвеждане на битови & промишлени води към пречиствателна станция. Автобуси се движат по бившите тролейбусни маршрути.
Временното спиране на тролейбусите става постоянно с решение на Общинския съвет прието през май 2015 г. Контактната мрежа е напълно демонтирана през 2016, а тролейбусите са нарязани за скрап през 2018 г.
В Габрово линиите са били:
- Линия № 31 кв. Русевци – кв. Младост – ул. Лазурна – кв. Трендафил-2 – СТС (изработка на рекламни & информационни материали; производство на датчици / сензори / системи за автоматизация на производствени процеси) – ул. Орловска – пл. Белорусия (Колелото) – жп гара – Дом на хумора & сатирата – Рачо Ковача (подковавал конете, участвали в кервани) (Център) – Обедин. Бълг. Банка (ОББ) – Шиваров мост – КДН – кв. Бичкиня – Инструмент
- Линия № 32 Техномат – Депо – СТС – ул. Лазурна – кв. Трендафил-2 – ул. Свищовска – кв. Младост – кв. Русевци
- Линия № 33 кв. Русевци – кв. Младост – ул. Лазурна – кв. Трендафил-2 – СТС – ул. Орловска – пл. Белорусия (Колелото) – ЖП Гара – Дом на хумора и сатирата – Рачо Ковача (Център) – ОББ – Шиваров мост
- Линия № 34 Техномат – Депо – СТС – ул. Орловска – пл. Белорусия (Колелото) – ЖП Гара – Дом на хумора и сатирата – Рачо Ковача (Център) – ОББ – Шиваров мост

## Тролейбуси в Добрич (закрит през 2014)
Тролейбусният транспорт в град Добрич стартира на 9 септември 1987 г.
От 1 юли 2014 г. е в действие транспортна схема, част от която включва пълно спиране на тролейбусната експлоатация в града.
 В град Добрич са функционирали тролейбусни линии :
- Линия № 103 Тролейб. депо – завод „Мебел-94" – Енергоразпределение – пл. Тракийски – бул. „Добруджа" – бензиностанция „,Шел" – жп гара Добрич-юг – парк „Свети Георги" – ж.к. „Югоизток" – Автогара – част от ул. „Христо Ботев" граничеща с битов пазар (т.нар. битак) – Съдебна палата – пл. Тракийски – Енергоразпределение – Обувен завод – Военно гробище-музей – Текст. фабрика „Албена-стил" – Тролейбусно депо
- Линия № 104 Тролейбусно депо – текстилна фабрика „Албена-стил" – Военно гробище-музей – завод „Мебел-94" – Обувен завод „Добрич" – Енергоразпределение – пл. Тракийски – областна Съдебна палата – мост над бул. „Русия" – Автогара – жк. „Югоизток“ – парк „Свети Георги" – Природонаучен музей – 1-во обл. упр-е на МВР – Обл. болница – жп гара Добрич-юг – Бензиностанция „Шел" – АгроБизнес център – пл. „Тракийски" – Енергоразпределение – 2-ра градска поликлиника (в момента 2-ри ДКЦ) – обувен завод „Добрич" – Винпром – Военен музей-гробище – Тролейб. депо,
- Линия № 111 ж.к. „Балик-Йовково юг“ до бл. 17 – обл. : КАТ (в една сграда с 2-ро обл. упр-е на МВР) – пл. „Тракийски“ – Енергоразпределение – Обувен завод – завод „Маяк" – Завод „Мебел-94" – Военно гробище-музей – жп гара Добрич-Север по бул. „25-ти септември" – Млекопреработвателно предприятие „Сердика“ – тролейбусно обръщало край асф. път за с. Победа (бивше име Димитър Ганево)
- Линия № 111А тролейбусно обръщало край жк „Балик-Йовково юг“ до бл. 17 – ул. „Агликина поляна" – ул. „Орфей" – Средно у-ще „Панайот Волов" – районно военно окръжие – 2-ро обл. упр-е на МВР & Контрол по автомоб. транспорт (КАТ) – мост над бул. „Русия" – пл. „Тракийски“ – Енергоразпределение – Обувен завод „Добрич" – Винпром – Текст. фабрка „Албена-стил" – тролейб. депо
- Линия № 123 тролейб. депо – военно гробище-музей – Завод „Маяк" – Енергоразпределение – пл. „Тракийски“ – мост над бул. „Русия" – ж.к. „Дружба"-2 – Спортно средно у-ще „Георги Стойков Раковски" – Средно общообразов. у-ще „Дора габе" – Център за защита на природата & животните (бивше име: Зоопарк) – ж.к. „Добротица“ – Паметник на хан Аспарух (м/у кв. „Червената пръст" & Градски парк ,,Свети Георги") – ресторант Бакарди – Летен кино-театър – Общинска болница – Районна хигиенно-епидемиологична инспекция – жп гара Добрич-юг по бул. „Добричка епопея" – Паметник на болярин Добротица – пл. „Тракийски" – Енергоразпределение – 2-ра градска поликлиника, Винпром, текст. фабрика „Албена-стил" – тролейб. депо
- Линия № 124 Тролейб. депо – текстилна ф-ка „Албена-стил" по бул. „25-ти септември" – Военно гробище-музей, Енергоразпределение – пл. „Тракийски" – паметник на болярин Добротица – жп гара Добрич-юг по бул. „Добруджа" – Летен театър – градски Парк „Свети Георги" – албенска част от ж.к. „Добротица“ – ж.к. „Дружба“ – пл. „Тракийски“ – тролейбусно депо
- Линия № 124А млекопреработв. предпр-е „Сердика“ – пл. Тракийски – бензиностанция Шел – жп гара Добрич-юг – Летен кинотеатър – парк „Свети Георги"– ж.к. „Добротица“ откъм пътя за курортен комплекс Албена – Зоопарк (в момента: център за защита на природата и животните) – ж.к. „Дружба“ -2 – мост над бул. „Русия" – пл. „Тракийски“ – Енергоразпределение – Обувен завод „Добрич" – Винпром – Гимназия по ветеринарна медицина – жп гара Добрич-Север – млекопреработв. предприятие „Сердика“
- Линия № 131 тролейбусно обръщало край бл.71 в ж.к. „Строител“ – ул. „Димитър Ковачев" – църква Свети великомъченик Георги – Контрол на Автомоб. Транспорт (КАТ) – жк „Дружба"-1 – мост над бул. „Русия" – Областна агенция по геодезия & кадастър – Енергоразпределение – Обувен завод „Добрич" – Военно гробище-музей – Текстилна фабрика „Албена-стил" – Тролейб. депо
- Линия № 170 ж.к. „Балик-Йовково-юг“ до бл. 17 – ул. „Агликина поляна" – ул. „Орфей" – ул. „Опълченец Димитър Ковачев" – районни 2-ро полиц. упр-е & Контрол по автомоб. транспорт – ж.к. „Дружба“ – 1 – Спортно у-ще „Георги Стойков Раковски" – ж.к. „Добротица“ – Градска градина – Аграрно Промишлен К
- Линия № 176 ж.к. „Балик-Йовково юг“ до бл. 17 – ул. „Агликина поляна" – ул. „Орфей" – областни контрол по автомоб. тр-рт и 2-ро обл. упр-е на МВР – ул. „Опълченец Димитър Ковачев" – Областно военно окръжие – мост над бул. „Русия" – пресечна точка с ул. „Отец Паисий" – пл. „Тракийски“ – Добруджански агро-бизнес център – Жп гара Добрич-юг – Строително-монтажен комбинат – Автосервиз ,,Запад"
- Линия № 177 тролейб. депо – текстилна фабрика „Албена-стил" – завод „Маяк" – Обувен завод „Добрич" – Енергоразпределение – пл. „Тракийски“ – мост над бул. „Русия" – Автогара – ж.к. „Югоизток“ – парк „Свети Георги" – летен кинотеатър – строително-монтажен комбинат – Аграрно промишлен комплекс
- Линия № 199 Тролейб. депо – текстилна фабрика „Албена-стил" – Военно гробище-музей – завод „Метал" – Енергоразпределение – пл. „Тракийски" – бул. „Добруджа" – жп гара Добрич-юг – областна Хигиенно епидемиологична инспекция – Летен кино-театър – парк „Свети Георги" – ж.к. „Добротица“ албенска част – средно у-ще „Дора Габе" – ж.к. „Дружба“-2 – ж.к. „Дружба"-1 – областно военно окръжие – ул. „Опълченец Димитър Ковачев" – ул. „Орфей" в ж.к. „Балик“ – ж.к. „Строител“ – КАТ – пл. „Тракийски“ – Енергоразпределение – Винпром – тролейбусно депо

Контактната тролейбусна мрежа е демонтирана .

## Тролейбуси в Казанлък (закрит 1999)
Тролейбусният транспорт в Казанлък е открит през 1986 и е първата мрежа изградена в необластен град. Мрежата се състои от 3 линии, 2 от тях обслужват завод Арсенал. Тролейбусният състав се е състоял от българо-румънските тролейбуси DAC-Чавдар като в началото за кратко време в града са изпозлвани тролейбуси Skoda 9Tr, получени от София и Skoda 14Tr, взети назаем от Пловдив и Сливен.
През 90-те години поради лошо управление и отлив на пътници тролейбусния транспорт в Казанлък претърпява доста загуби, което води до неговата приватизация и закриване.
Линии в миналото:
- Линия №10 Арсенал – Център – Изток
- Линия №11 Арсенал – Център – Абаята
- Линия №12 Абаята – Център – Изток

## Тролейбуси в Пазарджик
В Пазарджик тролейбусният транспорт е официално открит на 1 юни 1993 г.
Днес линиите в града са:
- Линия № 1 ж.к.”Устрем” – Промишлената зона – жп. Гара
- Линия № 1Е ж.к.”Устрем” – Казармата – жп. Гара
- Линия № 2 ж.к.”Устрем” – кв.”Запад” – Промишлената зона – жп. Гара
- Линия № 2Е ж.к.”Устрем” – кв.”Запад” – Казармата – жп. Гара
- Линия № 4 ж.к.”Устрем” – кв.”Запад” – Промишлената зона – фирма „Каучук“
- Линия № 5 ж.к.“Устрем“ – Пощата – Промишлената зона – фирма „Каучук“

Първите тролейбуси докарани в града от фирма „Simex“ гр. Прага през 1993 г. – 10 броя Škoda 9TrHT28 втора употреба от чешките градове Злин и Острава, произведени 1979 – 1980 г. В града са регистрирани с номера 01 – 10. Същите са закупени с банков кредит в размер на 1.5 млн. лв., като гарант е община Пазарджик.
През 1994 г. е закупен 1 бр. тролейбус Škoda 14Tr (бивш 283) от Пловдив и е регистриран с номер 11.
През 1995 г. са закупени 6 броя Škoda 14Tr от Злин, Чехия, произведени 1982 – 1983 г., номерирани 12 – 17.
През 1996 г. са доставени 6 броя съчленени тролейбуси, марка „Berna“, дарение от българин
живеещ в гр. Базел, Швейцария.
С решение № 168/28.09.2006 г. ОбС–Пазарджик разрешава на дружеството да получи 500 хил. лв. кредит за закупуване на 2 броя нови руски тролейбуси ЗиУ682 и ТролЗа 5275 – 05, произведени в завода в гр. Енгелс. Кредитът е обезпечен от община Пазарджик.
През 2013 г. са закупени 8 бр. тролейбуси ЛАЗ E183А1. Те са с номерата от 20 – 27.
До 15 март 2013 г., когато транспортното дружество „Тролейбусен транспорт – Пазарджик“ АД сключи договор с Търговско – финансова компания „ЛАЗ“ООД, гр. Киев за закупуването на 8 нови тролейбуса. Цената на една мотриса е над 200 хиляди евро, а общата инвестиция възлиза на над 1,8 млн. евро.
Тролейбусите са изцяло нови и напълно отговарят на всички съвременни изисквания за екологичен транспорт.
Към 2015 г. общата еднопосочна маршрутна дължина на контактната мрежа е 30 км.

## Тролейбуси в Перник (закрит 2015)
Тролейбусният транспорт в Перник е пуснат в експлоатация на 20 септември 1987 г.
Тролейбусите в Перник са открити на 20 септември 1987 г. (20.09.87) със само една линия номер 17 между спирка Метал и спирка Шахтьор обслужвайки се от тролейбуси ЗиУ-682 и DAC Чавдар 317ЕТр. През март 2015 (30.03.2015) беше закрит и тролейбусният транспорт в Перник.
Линии в миналото:
- Линия № 10 Център – Централен пазар – МБАЛ „Р. Ангелова“ – Бели брег – кв. Димова махала – Винпром – ЦОФ – Каролина – ОУ „Св. Константин – Кирил Философ“ – Колело жк. Тева
- Линия № 15 Колело жк. Тева – ОУ „Св. Константин – Кирил Философ“ – Каролина – ЦОФ – Домостроителен комбинат – кв. Мошино – III поликлиника – Банята (кв. Изток) – Бучински път – ЖП спирка „Църква“ – Албените – Палатата – Колело Метал
- Линия № 17 Център – Централен пазар – МБАЛ „Р. Ангелова“ – Бели брег – кв. Димова махала – Вимпром – ЦОФ – Домостроителен комбинат – кв. Мошино – III поликлиника – Банята (кв. Изток) – Бучински път – ЖП спирка „Църква“ – Албените – Палатата – Колело Метал
- Линия № 20 Център – Централен пазар – МБАЛ „Р. Ангелова“ – Бели брег – кв. Димова махала – Вимпром – ЦОФ – Домостроителен комбинат – кв. Мошино – III поликлиника – Банята (кв. Изток) – Бучински път – Пектин – Центъра на кв. Църква – Стопанството – XVI СОУ „Св. Кирил и Методий“ – Шипка – Детска градина – Колело Кралевски път

Закрити линии:
Линия N° 16 от спирка Метал през пазара до центъра.
*В обратна посока минава през Албените.
През 2017 г. контактната тролейбусна мрежа е напълно премахната.

## Тролейбуси в Плевен
Вижте също Градски транспорт в Плевен.
Официалният сайт на градския транспорт в Плевен е eltransportpleven.com. Тролейбусната мрежа на Плевен е открита на 7 октомври 1985 г. Така Плевен става третият град с тролейбусен транспорт след София и Пловдив. Тролейбусната система на Плевен се състои от 55 км (еднопосочна) контактна мрежа и 22 тролейбусни линии. Подвижният състав се състои от 40 бр.тролейбуси Skoda Solaris 26Tr, произведени през 2014 г. и 14 броя Solaris Trollino 12 произведени през 2018 г., както и 6 тролейбуса ЗиУ 682. Запазен е и исторически тролейбус ЗиУ 682 с инвентарен номер 112, произведен през 1985 г., който е част от подвижния състав от общо 98 тролейбуса от същия тип, обслужвали Плевен между 1985 г. и 2014 г. Той ще бъде възстановен до оригиналния си вид и ще се ползва за представителни цели на общинския транспорт. С проект по програма „Интегриран градски транспорт“ за разширяване и модернизация на тролейбусния транспорт, контактната мрежа на тролейбусите в Плевен е модернизирана по най-добрите стандарти. Въведени са в експлоатация 4 нови тролейбусни маршрута: по бул. Христо Ботев (между ул. Трети март и ул. Сан Стефано), жк Дружба (по бул. Европа и ул. Св. Климент Охридски), в ЖК Кайлъка, към 9-ти квартал (по ул. Стоян Заимов и ул. Пирот, ул. Хаджи Димитър, ул. Генерал Владимир Вазов). В експлоатация е и ново тролейбусно депо в ж.к. Дружба, завършено през 2015 година. Първоначалното депо към момента е основно предназначено за зареждане и престой на електробусите, оперирани от същото общинско дружество.
Линиите в Плевен са следните:
- Линия №1. Сторгозия – ЖП Гара – Втора клинична база и обратно (по-рано – автобус, от 10 април 2018 г. – тролейбус)
- Линия №5. ЖП Гара – ТВ Кула – Дружба (обръщател Дружба 2 ДЕПУНКТ) и обратно
- Линия №6. ЖП Гара – Медицински Университет –  Балканстрой,обратно: Балканстрой– ПЪРВА КЛИНИЧНА БАЗА (УМБАЛ) – ЖП Гара
- Линия №7. ЛВТ – Дом на книгата – Моста и обратно
- Линия №7А. ХоумМакс – ЛВТ – Моста и обратно (по-рано – автобус, от 1 август 2018 г. – тролейбус)
- Линия №8. Сторгозия-Първа Клинична База-Дружба ( обръщател Дружба 2 ДЕПУНКТ)
- Линия №9. ЖП Гара – Дружба  Дружба 1А,бл. 311 – Дружба (обръщател Дружба 1 ДЕПУНКТ)и обратно
- Линия №11.  ЛВТ-Дом на книгата-Гробищен парк ,, Чаира’’ ( изпълнява се със сутрешен курс на 8:45 часа и 10:20 часа)
- Линия №12. ЛВТ – Балканстрой  (Индустриална зона)-само в работни дни
- Линия №13. Сторгозия – Балканстрой (Индустриална зона) – само в работни дни
- Линия №14. Моста – Балканстрой (Индустриална зона) – само в работни дни
- Линия №15. Дружба ( обръщател Дружба 2 ДЕПУНКТ)– Балканстрой – ( сутрешните курсове се изпълняват в това направление,а следобедните Балканстрой-Дружа)-само в работни дни
- Линия 19.  Дружба ( обръщател Дружба 1 ДЕПУНКТ)-Първа Клинична База-Втора Клинична база
- Линия 20.  Моста-Стъкларски завод-само в работни дни
- Линия 21. Дружба-Стъкларски завод-само в работни дни ( движи се по Дружба 1,2,3)( първа спирка:бл.313) ( Обръщател Дружба 1 и 2 ДЕПУНКТ)
- Линия 22. Автогара Плевен-село Гривица ( изпълнява се от Тролейбусен транспорт Плевен)
- Линия №31. Сторгозия – Втора клинична база и обратно (изпълнява се от 12 септември 2016 г.)
- Линия №33. Сторгозия – ж.к. Кайлъка и обратно (изпълнява се от 12 септември 2016 г.)
- Линия №44. ЛВТ – Първа клинична база (УМБАЛ) – Моста и обратно (изпълнява се от 12 септември 2016 г.)
- Линия №57. ЛВТ – ТВ Кула – Дружба (обръщател Дружба 2 ДЕПУНКТ)и обратно – само в работни дни
- Линия №91. ЛВТ – Практикер – Дружба бл. 311( обръщател Дружба 1 ДЕПУНКТ) и обратно (изпълнява се от 15 септември 2016 г.)
- Линия №93. Сторгозия – Дом на книгата – Дружба (обръщател Дружба 1 ДЕПУНКТ)и обратно – само в работни дни

На 12 септември 2016 г. са закрити следните линии:
- линия №3. Сторгозия – община Плевен – Моста (частично заменена от линия 33)
- линия №4. МОСТА – ПЪРВА КЛИНИЧНА БАЗА (УМБАЛ) – ЛВТ, обратно: ЛВТ – МОСТА (частично заменена от линия 44)
- линия №11. Славина-ЛВТ (Индустриална зона) – само в работни дни
- линия №97. ЛВТ – Дом на книгата – Дружба (обръщател Дружба 1 ДЕПУНКТ) и обратно (частично заменена от линия 91)

## Тролейбуси в Пловдив (закрит 2012)
Тролейбусният транспорт в Пловдив е открит на 6 януари 1956 г. Първите 10 тролейбуса са ТБ-51 (български, произведени по руски лиценз на модела МТБ-82) и обслужват 2 линии свързващи съответно двете жп гари и кв. „Въстанически“ с жп гара Филипово, преминавайки през главната улица на града, която днес е пешеходна. Постепенно мрежата се разраства и от 1966 г. започва вносът на чешки тролейбуси Škoda 9Tr с контакторно управление, като до 1981 година са внесени общо 130 тролейбуса, моделите след 1979 г. са с тиристорен регулатор. В периода 1985 – 1986 г. са закупени 23 тролейбуса Škoda 14Tr, а през 1986 г. – 50 броя ЗиУ-682 с контакторно управление. В периода 1982-до началото на 90-те в града работят и четири прототипни тролейбуса Чавдар (три съчленени Т14-30 и един соло Т13-30). През 1989 г. се купуват и 33 броя Dac Чавдар 317 etr – съчленени с контакторно управление, а през 1993 г. са закупени три тролейбуса Škoda 14Tr втора употреба от град Прешов – Словакия, два от които са от прототипния модел на 14Tr-14Tr0 и бяха последните екземпляри от този модел в движение в света. В края на 80 те в града се движат над 120 тролейбуса, които домуват в две депа Филипово и Тракия. Контактната мрежа е с дължина 120 км, което го прави градът с най-развитата тролейбусна мрежа в България. След 2000 г. „Градски транспорт – Пловдив“ изпада в тежко финансово състояние, броят на тролейбусите и обслужваните маршрути постепенно намалява. През 2007 г. се стига до приватизация на дружеството. Новият собственик е задължен по договор да достави 65 тролейбуса, но това не се случва, внесени са само 9 броя швейцарски тролейбуси Saurer втора употреба и 15 Van Hool също втора употреба. Поръчани са и 28 броя канадски тролейбуси, които впоследствие са конфискувани на митница Бургас и отнети в полза на държавата. Приватизационният договор не се изпълнява и линиите не се обслужват със заложения по договор брой тролейбуси. Голяма част от контактната мрежа, която не се използва, не се и поддържа и е в лошо състояние. Това довежда и до решение на общината за прекратяване на договора с превозвача от 1 октомври 2012 г. и Пловдив остава без тролейбусен транспорт. Преди да се закрие тролейбусният транспорт в Пловдив имаше 6 тролейбусни линии (3, 5, 14, 19, 25, 134), като 2 от тях се изпълняваха с автобуси (5 и 25).
Част от контактната мрежа е демонтирана.

### Линии
- Линия 2: Бул. ,,Ал Стамболийски“ (обръщало) – бул. „Коматевско шосе“ – Централна жп гара – бул. „Христо Ботев“ – бул. „Цар Борис ІІІ Обединител“ – бул. „Дунав“ – ул. „Победа“ – ул. „Димитър Стамболов“ – ТК „Марица“.
- Линия 3: ЕАЗ – бул. „Никола Вапцаров“ – бул. „Македония“ – Бетонен мост – бул. „Христо Ботев“ – бул. „Цар Борис ІІІ Обединител“ – бул. „Дунав“ – ул. „Победа“ – ул. „Димитър Стамболов“ – ТК „Марица“.
- Линия 5: Стадион „Пловдив“ (обръщало) – бул. „Копривщица“ – бул. „6-и септември“ – бул. „Източен“ – Централни пловдивски гробища – бул. „Княгиня Мария Луиза“ – бул. „Цариградско шосе“ – Домостроителен комбинат.
- Линия 8: (кръгова линия) ТК „Марица“ – ул. „Димитър Стамболов“ – ул. „Победа“ – бул. „Дунав“ – бул. „Васил Априлов“ – Централна жп гара – бул. „Христо Ботев“ – бул. „Източен“ – Каменица – бул. „6-и септември“ – бул. „Цар Борис ІІІ Обединител“ – бул. „Дунав“ – ул. „Победа“ – ул. „Димитър Стамболов“ – ТК „Марица“.
- Линия 14: Домостроителен Комбинат – бул. „Цариградско шосе“ – бул. „Княгиня Мария Луиза“ – Централни пловдивски гробища – пл. „Свети Архангел Михаил“ – бул. „Източен“ – Каменица – бул. „Христо Ботев“ – Бетонен мост – бул. „Македония“ – ул. „Скопие“ – бул. „Кукленско шосе“ – ОКЗ „Тракия“ (в празнични дни: след бул. „Кукленско шосе“ директно за ЕАЗ (бул. „Цар Борис III Обединител“), връщане през ул. „Индустриална“.
- Линия 19: Домостроителен комбинат – бул. „Цариградско шосе“ – бул. „Княгиня Мария Луиза“ – Централни пловдивски гробища – пл. „Свети Архангел Михаил“ – бул. „Източен“ – Каменица – бул. „Христо Ботев“ – Централна жп гара – бул. „Коматевско шосе“ – бул. „Александър Стамболийски“ (обръщало).
- Линия 23: Бул. „Александър Стамболийски“ (обръщало) – бул. „Никола Вапцаров“ – ул. „Индустриална“ – ул. „Скопие“ – бул. „Кукленско шосе“ – надлез „Родопи“ – бул. „Найчо Цанов“ – бул. „Цар Борис ІІІ Обединител“ – бул. „Дунав“ – ул. „Победа“ – ул. „Димитър Стамболов“ – ТК „Марица“.
- Линия 25: АПК „Тракия“ – бул. „Васил Левски“ – бул. „Дунав“ – бул. „Цар Борис III Обединител“ – бул. „6-и септември“ – бул. „Източен“ – бул. „Княгиня Мария Луиза“ – бул. „Цариградско шосе“ – бул. „Освобождение“ – бул. „Шипка“ – жп гара Тракия.
- Линия 28: (кръгова линия) в обратна посока на линия 8.
- Линия 32: Централна гара (колелото) – бул. „Коматевско шосе“ – бул. „Никола Вапцаров“ – ЕАЗ – бул. „Кукленско шосе“ – ОКЗ „Тракия“
- Линия 34: Коматевски транспортен възел – Централна жп гара – бул. „Христо Ботев“ – Аграрен университет – бул. „Менделеев“ – ул. „Нестор Абаджиев“ – ЗЗУ.
- Линия 35: Стадион „Пловдив“ (обръщало) – бул. „Копривщица“ – бул. „6-и септември“ – бул. „Източен“ – Каменица – Аграрен университет – бул. „Менделеев“ – ул. „Нестор Абаджиев“ – ЗЗУ.
- Линия 55: Ж.к. „Изгрев“ – ул. „Крайна“ – ул. „Ландос“ – бул. „Цариградско шосе“ – бул. „Източен“ – бул. „6-и септември“ – бул. „Цар Борис ІІІ Обединител“ – бул. „Дунав“ – ул. „Победа“ – ул. „Димитър Стамболов“ – ТК „Марица“.
- Линия 102: Коматевски транспортен възел – Централна жп гара – бул. „Васил Априлов“ – бул. „6-и септември“ – бул. „Цар Борис ІІІ Обединител“ – бул. „Дунав“ – ул. „Победа“ – ул. „Димитър Стамболов“ – ТК „Марица“.
- Линия 114: ОКЗ „Тракия“ – ЕАЗ – бул. „Никола Вапцаров“ – бул „Македония“ – Бетонен мост – бул. „Христо Ботев“ – Чайка фарма – бул. „Санкт Петербург“ – Метро – бул. „Освобождение“ – бул. „Шипка“ – жп гара Тракия.
- Линия 134: Жп гара Тракия – бул. „Шипка“ – бул. „Освобождение“ – Метро – бул. „Санкт Петербург“ – Чайка фарма – бул. „Христо Ботев“ – Централна жп гара – бул. „Коматевско шосе“ – бул. „Никола Вапцаров“ – бул. „Найчо Цанов“ – ЕАЗ – бул. „Кукленско шосе“ – ОКЗ „Тракия“.

### Подвижен състав
| Модел              | бр. | Инв. номера         | Год. на доставка | Други                                                                                           |
| ------------------ | --- | ------------------- | ---------------- | ----------------------------------------------------------------------------------------------- |
| ТБ-51/54 (МТБ-82)  | 35  | 101 – 135           | 1955             |                                                                                                 |
| Škoda 9Tr9         | 10  | 101 – 110           | 1966             |                                                                                                 |
| Škoda 9Tr11        | 15  | 136 – 150           | 1967             | 141, 144 – учебни                                                                               |
| Škoda 9Tr12        | 10  | 151 – 160           | 1968             |                                                                                                 |
| Škoda 9Tr13        | 10  | 161 – 170           | 1969             | 162 – учебен                                                                                    |
| Škoda 9Tr16        | 10  | 171 – 180           | 1970             |                                                                                                 |
| Škoda 9Tr17        | 10  | 181 – 190           | 1971             | 183 – учебен                                                                                    |
| Škoda 9TrH25       | 15  | 191 – 205           | 1976             | 500 – прехвърлени от София в края на 80-те.                                                     |
| Škoda 9TrHT28      | 12  | 206 – 217           | 1980             |                                                                                                 |
| Škoda 9TrHT28      | 46  | 218 – 263           | 1981             | 265, 310, 312, 315, 346, прехвърлени от София към края 80-те.                                   |
| Škoda 14Tr06       | 24  | 264 – 287           | 1985 – 1986      |                                                                                                 |
|                    |     |                     |                  |                                                                                                 |
|                    |     |                     |                  |                                                                                                 |
| Škoda 14Tr0        | 2   | 288 – 289           | 1993             | Закупени от Прешов (45, 46)                                                                     |
| Škoda 14Tr01       | 1   | 290                 | 1993             | Закупен от Прешов (47)                                                                          |
| ЗиУ 682-УПН        | 52  | 300 – 351           | 1986             | 400, 401, 402 – учебни                                                                          |
| Чавдар Т13-30      | 1   | 500                 | 1982             | Единствен произведен екземпляр                                                                  |
| Чавдар Т14-30      | 3   | 501 – 503           | 1982/3           | Единствени произведени екземпляри                                                               |
| DAC-Чавдар 317-etr | 34  | 504 – 537           | 1986 и 1989      |                                                                                                 |
| Saurer GT 560      | 9   | 102 – 108 110 – 111 | 2009             | Закупени от Санкт Гален, Швейцария                                                              |
| Van Hool AG 280T   | 15  | 120 – 134           | 2009             | Закупени от Гент, Белгия (номера 1, 2, 3, 5, 6, 7, 9, 12, 13, 14, 15, 16, 17, 19, 20)           |
| GMC-BBC HR150G     | 28  | -                   | 2009             | Закупени от Едмънтън, Канада. Задържани на митницата в Бургас и впоследствие предадени за скрап |

## Тролейбуси в Русе
През 1988 година е тръгнал първият тролейбус в град Русе, с маршрут Завод Бор – Арда, с тролейбуси ЗиУ-682. През следващите години се развива града, както и контактно кабелната мрежа. Развиват мрежата из централната градска част и индустриалните зони, като се премахват доста от автобусните маршрути, за сметка на тролейбусните транспорти.
През годините в Русе се експлоатират различни видове тролейбуси. В началото на тролейбусния транспорт се използват най-вече съветски и руски тролейбуси с марки ЗиУ, по-късно се доставят и други разновидности от същия завод вече в състава на Руската Федерация. По-късно на 1 ноември 2008 г. община Русе сключва концесионен договор с фирма ЕГГЕД Русе, която поема управлението на тролейбусния транспорт в града. Целите на организацията са много, от подмяна на амортизирания подвижен състав, до разширяване на мрежата. На няколко етапа, за периода от 2008 до 2013 г. се подменя целия наличен състав, като се закупуват рециклирани тролейбуси от Швейцария, Германия и Чехия. Идея за нови трасета е имало от колелото на КАТ до Дунав мост където има поставени стълбове на 90%. На ул. Чипровци също има поставени около 30 тролейбусни стълба като сега се използват за уличното осветление. Разглобена мрежа има между сивовата мелница и централна жп гара/бул. Цар Освободител/ и при тролейбусното депо. През 2015 г. се реализира проект интегрирана система за градския транспорт. Чрез проекта се подмени мрежата на тролеите, подмениха се някои стълбове и се пребоядисаха. На 31 август тролейбусният транспорт стана общински. Фирмата обслужваща тролейбусните линии в града се казва „ОБЩИНСКИ ТРАНСПОРТ РУСЕ“. Предстои рехабилитиране на разделителните стрелки за по-бърза скорост на състава. Предстои закупуване на 15 нови машини и 20 употребявани.
От май месец 2019 г. до април 2020 г. работеше експериментирана нощна тролейбусна линия, която имаше курсове до 2:00.
Тролейбусните линии в Русе са:
- Линия № 2 Млекозавод/БОР – бул. „Трети март“ – Пожарна/Винзавод – Оргахим (Дунавска коприна)/Юта – Фазан/Жити – Сарайски мост – ул. „Сент Уан“ – Гимназия по корабостроене/Сент Уан – ул. „Николаевска“ – Чайка/Мариела Сони – бул. „Генерал Скобелев“ – Математическа гимназия – СБА – пл. „Оборище“ – бул. „Липник“ – Мосю Бриколаж – Кауфланд/Ялта – Найден Киров/Петър Караминчев – Олимп/Стиф – Подстанция – Трета поликлиника/МОЛ „Русе“ – Печатница „Дунав“/Бизнес център „Авко“ – Мототехника/КАТ
- Линия № 9 кв. „Чародейка Юг“ – ул. „Тодор Икономов“ – Търговски комплекс – бул. „Васил Левски“ – Блок № 115 – бул. „Христо Ботев“ – Печатни платки/Технополис – бул. „Цар Освободител“ – Училище „Йордан Йовков“ (Кооперативен пазар)/Афродита – пл. „Оборище“ – бул. „Генерал Скобелев“ – СБА – Математическа гимназия – Мариела Сони/Чайка – ул. „Стефан Стамболов“ – Сент Уан/Гимназия по корабостроене – Сарайски мост – бул. „Трети март“ – Жити/Фазан – Юта/Оргахим (Дунавска коприна) – Винзавод/Пожарна – БОР/Млекозавод
- Линия № 12 Централна жп гара – ул. „Николаевска“ – ул. „Свети Георги“ – ул. „Борисова“ – Лермонтов – Орхидея – Медицински център – бул. „Генерал Скобелев” – Скобелев (СБА) – пл. „Оборище” – бул. „Липник” – Мосю Бриколаж – Кауфланд – Найден Киров – Олимп – Подстанция – Трета поликлиника (Мол „Русе“) – Печатница „Дунав“ – Мототехника (КАТ) – бул. „България“ – Хотел „Фамилия“ – ЗЕИМ (Изома) – Оргахим – Дунав мост – бул. „Тутракан“ – Еконт Експрес (Напорни тръби) – Тутракан №19 (Тухлена фабрика) – Захарен завод /тролейбусна в подчертаните участъци/
- Линия № 13 кв. „Дружба 3“ – ул. „Даме Груев“ – Блок № 10/Блок № 28 – Блок № 6/ЦБА – бул. „Васил Левски“ – бул. „Христо Ботев“ – Печатни платки/Технополис – бул. „Цар Освободител“ – Училище „Йордан Йовков“ (Кооперативен пазар)/Афродита – пл. „Оборище“ – бул. „Липник“ – Мосю Бриколаж – Кауфланд/Ялта – Найден Киров/Петър Караминчев – Олимп/Стиф – Подстанция – Трета поликлиника/МОЛ „Русе“ – Печатница „Дунав“/Бизнес център „Авко“ – Автогара „Изток“ – Гара Разпределителна
- Линия №20 Ж.к. „Изток“, пл. „Прага“ – ул. „Рига“ – Жерав – Боряна – ул. „Котовск“ – бул. „Липник“ – Подстанция – ул. „Никола Петков“ – Млечна кухня – ул. „Тулча“ – Товарна гара – Училище „Братя Миладинови“ – Русенски университет – Гимназия по механотехника (Окръжна болница) – бул. „Съединение“ – бул. „Цар Освободител“ – Сердика – пл. „Оборище“ – бул. „Генерал Скобелев“ – СБА – Математическа гимназия – Мариела Сони – ул. „Николаевска“ – ул. „Стефан Стамболов“ – Сент Уан /тролейбусна в подчертаните участъци/
- Линия № 21 кв. „Чародейка Юг“ – ул. „Тодор Икономов“ – Търговски комплекс – бул. „Васил Левски“ – Блок № 115 – бул. „Христо Ботев“ – Печатни платки/Технополис – бул. „Цар Освободител“ – Училище „Йордан Йовков“ (Кооперативен пазар)/Афродита – пл. „Оборище“ – бул. „Липник“ – Мосю Бриколаж – Кауфланд/Ялта – Найден Киров/Петър Караминчев – Олимп/Стиф – Подстанция – Трета поликлиника/МОЛ „Русе“ – Печатница „Дунав“/Бизнес център „Авко“ – Автогара „Изток“ – Гара Разпределителна
- Линия № 24 кв. „Дружба 3“ – ул. „Даме Груев“ – Блок № 10/Блок № 28 – Блок № 6/ЦБА – бул. „Васил Левски“ – бул. „Христо Ботев“ – Печатни платки/Технополис – бул. „Цар Освободител“ – Училище „Йордан Йовков“ (Кооперативен пазар)/Афродита – пл. „Оборище“ – бул. „Генерал Скобелев“ – СБА – Математическа гимназия – Мариела Сони/Чайка – ул. „Стефан Стамболов“ – Сент Уан/Гимназия по корабостроене – Сарайски мост – бул. „Трети март“ – Жити/Фазан – Юта/Оргахим (Дунавска коприна) – Винзавод/Пожарна – БОР/Млекозавод
- Линия № 27 кв. „Дружба 3“ – ул. „Даме Груев“ – Блок № 10/Блок № 28 – Блок № 6/ЦБА – бул. „Васил Левски“ – бул. „Христо Ботев“ – Печатни платки/Технополис – бул. „Цар Освободител“ – Училище „Йордан Йовков“ (Кооперативен пазар)/Афродита – пл. „Оборище“ – Спортна зала „Булстрад Арена“ (Белведере) – Пантеона/Сердика – бул. „Съединение“ – Окръжна болница/Гимназия по механотехника – ул. „Плиска“ – Първа пролет – Русенски университет – Париж/Училище „Братя Миладинови“ – кв. „Цветница“ – бул. „Тутракан“ – кв. „Тракция“ (ЛВЗ) – Психодиспансер – Захарен завод
- Линия № 29 кв. „Чародейка Юг“ – ул. „Тодор Икономов“ – Търговски комплекс – бул. „Васил Левски“ – Блок № 115 – бул. „Христо Ботев“ – Печатни платки/Технополис – бул. „Цар Освободител“ – Училище „Йордан Йовков“ (Кооперативен пазар)/Афродита – пл. „Оборище“ – Спортна зала „Булстрад Арена“ (Белведере) – Пантеона/Сердика – бул. „Съединение“ – Окръжна болница/Гимназия по механотехника – ул. „Плиска“ – Първа пролет – Русенски университет – Париж/Училище „Братя Миладинови“ – кв. „Цветница“ – бул. „Тутракан“ – кв. „Тракция“ (ЛВЗ) – Психодиспансер – Захарен завод

Закрити линии:
- Линия № 1Н Дружба 3 ул. „Даме Груев“ бул. „Христо Ботев“ бул. „Цар Освободител“ – СБА – Борисова – Централна ЖП гара (нощна)
- Линия № 1 Централна жп гара, ул. Борисова, бул. Скобелев, пл. Оборище, бул. Цар Освободител, бул. Фердинанд, хотел „Рига“
- Линия № 20 Гара Разпр., Олимп, Париж, Доростол, СБА, Сент Уан
- Линия № 23 Хотел Рига-бул. Фердинанд-ул. Борисова-Централна ЖП гара
- Линия № 25 жк Дружба-3 (обръщало), ул. Даме Груев, бул. Васил Левски, бул. Христо Ботев, п.в. Христо Ботев, бул. България, п.в Охлюва, бул. Мидия Енос, ул. Борисова, бул. Скобелев, пл. Оборище, бул. Цар Освободител, бул. Съединение, ул. Плиска /обратно по ул. Доростол/, бул. Тутракан, Захар Био.
- Линия № 26 Млекозавод/БОР– бул. „Генерал Скобелев“– ул. „Плиска“ – бул. „Тутракан“ – Захарен завод

## Тролейбуси в Сливен
Тролейбусният транспорт в град Сливен е открит на 24 май 1986 г с линия № 18. Градът разполага с тролейбуси от марките Škoda 14Tr и SOR TNS 12. Някои от тролеите частично са заменени с автобуси поради недостиг и неизправност на тролейбусите. Обявена е поръчка за доставка на 6 нови тролейбуса SOR TNS 12, както и ремонт и осъвременяване на тролейбусната контактна мрежа през 2021 г. Подменени са повечето от стрелките по маршрута на линия 201, възстановена е контактната мрежа на новоизградените кръгови движения в града. Новите тролейбуси SOR TNS 12 са доставени и въведени в експлоатация през есента на 2023 г.
Експлоатират се само две линии: 
- Линия № 201 (обединение на линии № 1, 20, 118) Диспечерски пункт „Дюлева река“ – бул. „Панайот Хитов“ – бул. „Стефан Стамболов“ – бул. „Бургаско шосе“ – бул. „Илинденско въстание“ – жп Гара – бул. „Хаджи Димитър“ – Автогара/Окръжна болница – бул. „Братя Миладинови“ – бул. „Стефан Караджа“ – ул. „Шести септември“ – Зала „Асеновец“
- Линия № 7 Подстанция „Комуна“ – ул. „Янко Сакъзов“ – бул. „Бургаско шосе“ – бул. „Братя Миладинови“ – бул. „Стефан Караджа“ – ул. „Шести септември“ – Площад „Таньо Войвода - Зала,,Асеновец"

Още две линии имат контактна мрежа по маршрута си и са се обслужвали от тролейбуси. Те могат да бъдат възстановени, но са закрити, тъй като не присъстват в новата транспортна схема на града:
- Закрити линии:

- Линия № 3   Диспечерски пункт "Дюлева река"- бул."П.Хитов"- бул."Ст.Стамболов"- бул."Бургаско шосе"- бул."Братя Миладинови" - бул."Банско шосе"- бул."Илинденско въстание"- бул."Стефан Караджа" - тролейбусно депо
- Линия № 18  Диспечерски пункт "Дюлева река"- бул."П.Хитов"- бул."Ст.Стамболов"- бул."Бургаско шосе"- ул."Илинденско въстание" - бул."Цар Симеон" - тролейбусно депо

## Тролейбуси в София
Началото на тролейбусния транспорт в София се поставя на 14 февруари 1941 г. Оператор е „Център за градска мобилност“ ЕАД (ЦГМ ЕАД), а собственик на парка и депата е отделно дружество – „Столичен електротранспорт“ ЕАД, към което се числи и трамвайният транспорт. В София има 2 тролейбусни депа – депо „Надежда“ и депо „Искър“, както и ремонтна база в квартал „Левски“.
В София най-масово използвани през годините тролейбуси са чешките Skoda, модели 9Tr и 14Tr, унгарските „Ikarus 280Т“, както и съветски ЗиУ-9. От 1986 г. до средата на 90-те се движат и тролейбуси DAC-Чавдар 317 Etr с румънска каросерия и зелено-бяла разцветка. Заради ненадеждността си обаче тролейбусите от този тип са бракувани след по-малко от 10 години служба.
До 2015 г. най-голямата част от тролейбусния автопарк са тролейбусите „Ikarus 280.92Т“. Разликите в оформлението в сравнение с автобусите са в седалките и осветлението. Освен в София Ikarus 280.92Т има и във Враца. Между 2007 и 2009 г. 11 тролейбуса Ikarus са модернизирани в ремонтна база Левски. Модернизираните бройки са с нов дизайн на предния и заден панел, изградени нископодови платформи за трудноподвижни хора, както и с уредба за съобщаване на спирките. Заради ниското качество на извършените ремонти обаче модернизираните тролеи са отново в лошо състояние. Тролейбусите Ikarus 280.92Т се движат по линии 1,6,7,9 и рядко по линия 3.
„Столичен електротранспорт“ закупува през 2006 г. 8 тролейбуса втора употреба от град Инсбрук, Австрия. Те са модел MAN Graef & Stift и бяха в движение по линии 11 и 4 до 2018 г., когато са спрени от линия заради прекъсвания при контактната мрежа. В движение от 2002 г. до 2018 г. са три тролейбуса Güleryüz Cobra с турска каросерия и румънско електрооборудване, сглобени в завода ТРАМКАР в София. Единственият тролейбус „Чавдар“ 130, прототип № 2525, произведен от „Трамкар“ е нарязан за скрап през есента на 2011 г.
През 2010 г. са доставени 30 тролейбуса Skoda Solaris 26Tr. Закупени са със заем от Световната банка на цена 462 285 евро без ДДС всеки. Те са с полски каросерии Solaris и се движат по линии 4, 5, 8 и 11. Тези тролейбуси разполагат с климатик, дизелов двигател и оповестяване на спирките.
В края на 2013 г. започват доставки и на съчленени тролейбуси от същия тип Skoda Solaris 27Tr. Тролейбусите от този модел се движат по линии 1, 2, 3, 5, 6, 7 и 9. Частично и рядко се движат по линии 4 и 11.
През март 2021 г. започват доставки на 30 бр. съчленени тролейбуси тип Skoda Solaris 27Tr IV поколение, които имат някои подобрения във външния им вид и в интериора, за разлика от техните предшественици. Към юни 2021 г. тези тролейбуси се движат предимно по линии 1 и 9 и понякога по 6 и 7.
В София тролейбусните линии са:
| Линия № | Маршрут | Депо          |
| ------- | --- | ------------- |
| № 1     | Пета градска болница – НДК – ж.к. Левски Г                                                                      | Левски        |
| № 2     | ж.к. Бъкстон – НДК – ж.к. Хаджи Димитър                                                                         | Искър         |
| № 3     | ж.к. Левски Г – Софийски университет – УМБАЛ „Св. Анна“                                                         | Искър         |
| № 4     | ж.к. Дружба 2 – Софийски университет – ж.к. Хаджи Димитър                                                       | Искър         |
| № 5     | Надлез Надежда – НДК – УМБАЛ ,,Св. Анна"                                                                        | Искър/Надежда |
| № 6     | ж.к. Люлин 3 – ж.к. Люлин 1 – бул. Сливница – пл. Сточна гара - СУ - НДК - Плувен комплекс Спартак/ жк. Лозенец | Надежда       |
| № 7     | ж.к. Люлин 3 – ж.к. Люлин 7 – бул. Сливница – ул. Опълченска – НДК – ж.к. Гоце Делчев                           | Надежда       |
| № 8     | пл. Сточна гара – НДК – ж.к. Гоце Делчев                                                                        | Искър         |
| № 9     | ж.к. Борово – НДК – ул. Раковски – пл. Сточна гара                                                              | Надежда       |
| № 11    | ж.к. Дружба 1 – Софийски университет – пл. Сточна гара                                                          | Искър         |

## Тролейбуси в Стара Загора
Първата тролейбусна линия е открита през месец ноември 1987 г. с пускането на 10 тролейбуса по линия № 2.
През 2014 г. в Стара Загора са доставени 8 соло тролейбуса Škoda Solaris 26Tr, а през 2015 г. – 14 броя Solaris Trollino 12. По този начин градът изцяло подменя тролейбусния си парк. До подмяната се използват ЗиУ 682, Skoda 14Tr, DAC Чавдар 317ETr и ЛАЗ E183Д1.
Понастоящем линиите са:
- Линия № 1 кв. „Железник“ – ул. „Загорка“ – ул. „Алеко Константинов“ – бул. „България“ – бул. „Цар Симеон Велики“ – ул. „Св. Отец Паисий“ – ул. „Генерал Гурко“ – бул. „Св. Патриарх Евтимий“ – бул. „Цар Симеон Велики“ – надлез „Наталия“ – бул. „Никола Петков“ – СБА (спряна от 23.10.2021)
- Линия № 2 Стадион „Берое“ – ул. „Августа Траяна“ – бул. „Руски“ – ул. „Генерал Столетов“ – бул. „Св. Патриарх Евтимий“ – кв. „Кольо Ганчев“ – ул. „Загоре“ – Мототехника
- Линия № 26 кв. „Железник“ – ул. „Загорка“ – ул. „Алеко Константинов“ – бул. „България“ – бул. „Цар Симеон Велики“ – ул. „Св. Отец Паисий“ – ул. „Генерал Гурко“ – бул. „Св. Патриарх Евтимий“ – кв. „Кольо Ганчев“ – ул. „Загоре“ – Мототехника
- Линия № 36 кв. „Железник“ – ул. „Загорка“ – ул. „Алеко Константинов“ – бул. „България“ – бул. „Цар Симеон Велики“ – ул. „Св. Отец Паисий“ – ул. „Генерал Гурко“ – бул. „Св. Патриарх Евтимий“ – ул. „Хан Аспарух“ – ПЗ „Загорка“

Закрити маршрути:
- Линия № 3 ПЗ „Загорка“ – ул. „Хан Аспарух“ – бул. „Св. Патриарх Евтимий“ – ул. „Генерал Гурко“ – бул. „Руски“ – ЖП гара – ул. „Герасим Папазчев“ – МК „Берое“
- Линия № 26 кв. „Железник“ – ул. „Загорка“ – ул. „Алеко Константинов“ – бул. „България“ – бул. „Цар Симеон Велики“ – ул. „Св. Отец Паисий“ – ул. „Генерал Гурко“ – бул. „Св. Патриарх Евтимий“ – ул. „Генерал Столетов“ – бул. „Руски“ – ул. „Августа Траяна“ – Стадион „Берое“
- Линия № 28 Стадион „Берое“ – ул. „Августа Траяна“ – бул. „Руски“ – ул. „Генерал Столетов“ – бул. „Св. Патриарх Евтимий“ – ул. „Войвода Стойно Черногорски“ – ул. „Промишлена“ – Тролейбусно депо
- Линия № 35 ПЗ „Загорка“ – ул. „Хан Аспарух“ – бул. „Св. Патриарх Евтимий“ – кв. „Кольо Ганчев“ – ул. „Загоре“ – Мототехника

## Тролейбуси в Хасково
Тролейбусният транспорт в Хасково заработва през 1990 г. Тролейбусите първоначално са: ЗиУ-682 по-късно през 2008 г. са закупени две рециклирани и Skoda 14Tr от Сегед. През месец февруари 2015 година бяха доставени три тролейбуса Škoda 14Tr закупени от Варна и два тролейбуса ЗиУ-682 закупени от Плевен. През декември 2020 г. са доставени първите 2 нови тролея Škoda 24Tr Irisbus Citybus от Пилзен, а по-късно, през март 2021 г., са доставени и останалите 3 нови тролея Škoda 24Tr Irisbus Citelis от Теплице. Понастоящем линиите със следните спирки са:
- Линия № 108 ж.к. Орфей 2 (до бл. 1А) – ВиК – Акация (кв. Възраждане) – АГО – Цигарена фабрика – Окръжна болница – Автогара – Раковски 1 (до бивш м-н Валентина) – Раковски 2 (до бл. Космос) – Веспрем – ж.к. Орфей 1 (до бл. 9) – ж.к. Орфей 2 (до бл. 1А)
- Линия № 308 ЗММ (обръщало) – Химмаш – КАТ – Петрол – ЖП гара – Тракия (Сточна гара) – Окръжна болница – Автогара – Раковски 1 (до бивш м-н Валентина) – Раковски 2 (до бл. Космос) – Веспрем – ж.к. Орфей 1 (до бл. 9) – ж.к. Орфей 2 (до бл. 1А) – ВиК – Акация (кв. Възраждане) – АГО – Цигарена фабрика – Тракия (Сладова база) – ЖП гара – КАТ – Химмаш – ЗММ (обръщало)
- Линия № 408 ЗММ – бул. „Съединение“ – Химмаш – ЖП Гара – бул. „Васил Левски“ (надясно) – кв. „Възраждане“ – ж.к. „Орфей“ (до бл. 30) – пътен възел Орфей – Автошкола – бул. Г. С. Раковски – бул. „Съединение“ – Автогара – Механотехникум – Складова база – ЖП гара – бул. „Съединение“ – ЗММ (възстановена)

Закрити:
- Линия № 208 ЗММ – бул. „Съединение“ – ЖП Гара – Окръжна болница – Автогара – бул. Г. С. Раковски – Веспрем – пътен възел Орфей – Автошкола – бул. Г. С. Раковски – бул. „Съединение“ – Автогара – Механотехникум – Складова база – ЖП гара – бул. „Съединение“ – ЗММ
- От 15 септември 2016 г. отново е пусната в експлатация линия 408, която до 2011 г. се е движила само сутрин.
- Нереализирана линия – от кръстовището на бул. Г. С. Раковски с бул. Съединение – пл. Спартак – бул. България – ж.к. Бадема – бул. „Никола Радев“ – кв. Болярово